# الحملة الإسبانية على الجزائر (1516)
الحملة الإسبانية على الجزائر (1516) هي حملة عسكرية فاشلة شنتها الإمبراطورية الإسبانية وشيخ تنس للإطاحة بالحكم العثماني في الجزائر.
قُتل حاكم الجزائر السابق على يد خير الدين بربروس، الذي تولى السلطة في الجزائر، أراد الإسبان، إلى جانب شيخ تنس، طرد بربروس واستبداله بابن الحاكم المقتول، شملت الحملة 10000 أو 15000 رجل، إلى جانب 10000 من المورسكيين من تنس، شمل قوات بربروس 1500 رجل فقط.
أبحر الأسطول الغازي إلى الجزائر في عام 1516، ولكن دمرت عاصفة الأسطول أثناء العبور. عندما وصل الناجون إلى الجزائر، هزمهم بربروس بسهولة.
عانى الإسبان من سقوط 3000 قتيل وجريح و400 أسير. فُقد 8000 رجل. تعرضت القوات الجزائرية لإصابات قليلة.